# クレイグ・ジョーンズ (レーサー)
クレイグ・ジョーンズ (Craig Jones, 1985年1月16日 - 2008年8月4日) は、イギリス出身のオートバイレーサー。スーパースポーツ世界選手権、スーパーバイク世界選手権に参戦したが、2008年のレースで事故死した。

## 経歴
ジョーンズはチェシャーのクルーで生まれる。ノースウィッチで成長し、チャールズ・ダーウィン小学校に入学した。一家はその後ピーターバラに転居した。1996年にはジュニア・ミニモトイギリス選手権で勝利し、1997年にはシニア・ミニモト選手権、2002年にはジュニア・スーパーストック選手権と順調にステップアップ、その後イギリススーパースポーツ選手権に参戦する。
2002年にジョーンズはマン島TTレースでヴァルモト・チームのトライアンフ・デイトナ600でトライアルに参加した。翌2003年および2004年は同チームからイギリススーパースポーツ選手権に参戦、ドニントン・パークでの最終戦でチーム唯一の勝利を挙げた 。2004年のランキングは8位であった。
2005年、ジョーンズはノースポイント・ホンダチームからイギリススーパースポーツ選手権に参戦、7度の表彰台を得てランキング2位と、自身最高の成績を挙げた。その年はスーパースポーツ世界選手権のイギリスで行われた2レースにワイルドカード出場し、印象的な活躍を遂げた。シルバーストンでは予選でフロントローを獲得し、決勝ではクラッチの問題でリタイアするまでレースをリードした。ブランズ・ハッチでは8位に入っている。また、チェコではテン・ケイト・ホンダから代役出場し、6位に入った。
2006年にはスーパーバイク世界選手権に転向し、競争力に欠けるフォギー・ペトロナスFP1に乗ることとなった。この年の最高位はドイツでの第2レースにおける13位であった。この年獲得したポイントはこのドイツにおける3ポイントのみであった。
2007年にジョーンズはスーパースポーツ世界選手権に復帰、フル参戦する。レヴェ・エクロード・ホンダチームでCBR600RRをドライブする。シーズン前半は多くの技術的トラブルに苦しみ、ブランズ・ハッチでは序盤にクラッシュする。しかしながらチェコと終盤のイタリア、フランスで表彰台に上る。イタリアでは赤旗が振られるまでレースをリードしたが、終盤ケナン・ソフォーグルに逆転されて2位となった。フランスでは3位に入り、これによってランキングは7位から5位にアップしてシリーズを終えた。
2008年も継続してスーパースポーツ世界選手権に参戦する。チームはサイモン・バックマスターがマネージメントし、彼は
シーズンで4回表彰台に上り、その中には開幕戦のロサイルも含まれた。バレンシアではファビアン・フォレとの激しい戦いの後、3位を獲得した。モンツァでは手の負傷もあって6位となり、ブルノでは2周を残して技術的トラブルのためリタイアしたが、悲劇となったホーム戦のブランズ・ハッチまでにランキング6位に付けていた。

## 死
ジョーンズは2008年のブランズ・ハッチ戦で落車し、その後の衝突による頭部外傷のため死亡した。
事故はブランズ・ハッチのホームストレートに至る高速右カーブ、クラークカーブで発生した。落車当時ジョーンズは2位に付け、トップのジョナサン・レイへのアタックを試みていた。カーブの終わりでジョーンズはアクセルを開いたが、彼のCBR600RRはリアのトラクションを失い、ジョーンズはコースの向こう側に接近するライダーのラインに投げ出された。アンドリュー・ピットは回避行動を試みたが、彼のマシンの前輪とフットレストがジョーンズのヘルメットに衝突した。
レースは直ちに中断され、ジョーンズはブランズ・ハッチのメディカルセンターに搬送、そこでは医師が4回の蘇生処置を行った。彼は王立ロンドン病院にヘリで搬送された。ジョーンズの状態は到着し次第「非常に危険である」と評価された。そして、彼は医師によって状態を安定させるために昏睡状態にされた。しかしながらこの処置は失敗に終わり、医師は8月4日の0時30分に死亡を宣告した。ジョーンズはレース中断時に2位を走行しており、これによって彼はランキング5位に浮上した。ジョーンズの死亡時、病室には友人のレーサー、トミー・ヒルとジェームズ・トスランドが臨席していた。
4度の世界タイトルに輝き、ジョーンズの所属チームのボスでもあったカール・フォガティは「クレイグはイギリスのレースの未来であった良き若いライダーグループの1人であった。そして、2006年に私たちのチームで走るチャンスを彼に賭けた。なぜなら私は彼をえり抜きだと思ったからだ。」と語った。

## 追悼
アウトードロモ・インテルナシオナル・ド・アルガルヴェのオーナーは、ジョーンズの事故後、追悼の意を込めてコーナーの一つにその名を付けた。
イギリス人ライダーのカル・クラッチローは1週間後にノックヒルで行われたBSBミーティングでジョーンズの予備ヘルメットを使用した。
2009年3月14日、パーカルガー・ホンダのユージーン・ラバティがロサイルで勝利した。そのマシンにはジョーンズの#18の小さなデカールが貼られていた。レース後のインタビューでラバティはこの勝利をジョーンズに捧げた。
2008年8月17日、ジェームズ・トスランドはチェコグランプリに黒い腕章を付けて参加した。彼のマシンには悲しみを表すためフェアリングにジョーンズの#18のステッカーが貼られた。
2008年9月7日、トミー・ヒルはジョーンズを追悼するため彼のバイクに乗ってドニントン・パークを一周した。彼はイギリスの旗を持ち、マーシャル達も旗を振った。

### クレイグ・ジョーンズ・メモリアル
2009年10月22日にアルガルヴェでジョーンズの追悼式が行われた。ポルトガル人の彫刻家、ポーラ・ハスパンナの手による、ジョーンズが彼のマシンで決勝ラインを超える像が造られた。この彫刻はメモリアルの主要部分となる。メモリアルはポーラ・ハスパンナとポルトガル人建築家のマヌエル・ペドロ・フェレイラ・チャベシュが作成した。
このモニュメントは風景彫刻としてサーキットのメインストレート部分に建てられ、メインスタンドの駐車場まで広がる。この大規模な建築も、モニュメントまでの歩行者のアクセス路として役立つ。
アウトードロモ・インテルナシオナル・ド・アルガルヴェとパーカルガーチームのオーナーであるパウロ・ピニェイロは「それは我々に不滅の思い出を残したクレイグ・ジョーンズに対する、非常に特別な感謝だ。このメモリアルは二輪レース界でクレイグが残した業績に対していつまでも賛美と敬意を表すだろう。」と宣言した。「このモニュメントによって、クレイグ・ジョーンズは決して忘れられることは無いであろう。」
2010年には大理石とステンレス像が完成すると予想された。2011年に完成するならば、これはモーターバイクを表す世界で唯一の石像となる。

## 主な戦績

### スーパースポーツ世界選手権
| 年     | チーム       | 1       | 2      | 3     | 4      | 5       | 6       | 7       | 8       | 9     | 10      | 11    | 12    | 13    | ポイント | 順位 |
| ------ | ------------ | ------- | ------ | ----- | ------ | ------- | ------- | ------- | ------- | ----- | ------- | ----- | ----- | ----- | -------- | ---- |
| 2004年 | トライアンフ | ESP Ret | AUS    | SMR   | ITA    | GER     | GBR 12  | EUR     | NED     | ITA   | FRA     |       |       |       | 4        | 35位 |
| 2005年 | ホンダ       | QAT     | AUS    | ESP   | ITA    | EUR Ret | SMR     | CZE 6   | GBR 8   | NED   | GER     | ITA   | FRA   |       | 18       | 17位 |
| 2007年 | ホンダ       | QAT 12  | AUS 14 | EUR 4 | ESP 10 | NED 20  | ITA Ret | GBR Ret | SMR Ret | CZE 2 | GBR Ret | GER 4 | ITA 2 | FRA 3 | 94       | 5位  |
| 2008年 | ホンダ       | QAT 3   | AUS 16 | ESP 3 | NED 9  | ITA 6   | GER 5   | SMR 2   | CZE Ret | GBR 2 | EUR     | ITA   | FRA   | POR   | 100      | 7位  |

### スーパーバイク世界選手権
| 年     | チーム     | QAT | QAT | AUS | AUS | ESP | ESP | ITA | ITA | EUR | EUR | SMR | SMR | CZE | CZE | GBR | GBR | NED | NED | GER | GER | ITA | ITA | FRA | FRA | ポイント | 順位 |
| 年     | チーム     | R1  | R2  | R1  | R2  | R1  | R2  | R1  | R2  | R1  | R2  | R1  | R2  | R1  | R2  | R1  | R2  | R1  | R2  | R1  | R2  | R1  | R2  | R1  | R2  | ポイント | 順位 |
| ------ | ---------- | --- | --- | --- | --- | --- | --- | --- | --- | --- | --- | --- | --- | --- | --- | --- | --- | --- | --- | --- | --- | --- | --- | --- | --- | -------- | ---- |
| 2006年 | ペトロナス | Ret | Ret | Ret | 21  | 22  | 25  | Ret | Ret | Ret | DNS | 21  | 21  | 17  | 21  | Ret | Ret | Ret | Ret | 18  | 13  | 17  | Ret | 17  | Ret | 3        | 27位 |

## 参照
1. ↑  “A fairytale ending for Triumph”. Crash.net (2004年9月22日). 2008年8月4日閲覧。
2. ↑  “Craig Jones anticipates his 2008 season”. Motorcycle Racing Online (2008年1月7日). 2008年8月11日閲覧。
3. ↑  “World Supersport podium and points for Craig Jones”. Motorcycle Racing Online (2007年10月2日). 2008年8月10日閲覧。
4. ↑  “World Supersport podium for Craig Jones”. Motorcycle Racing Online (2008年3月7日). 2008年8月10日閲覧。
5. ↑  “Tragic End of 23-Year Old British Racer Craig Jones: Craig Jones”. Eurosport (2014年5月2日). 2014年5月2日閲覧。
6. ↑  “Craig Jones: 1985-2008”. Motorcycle Racing Online (2008年8月5日). 2008年8月5日閲覧。
7. ↑  “Craig Jones RIP, 16 January 1985 - 4 August 2008”. World Superbikes (2008年8月4日). 2008年8月4日閲覧。
8. ↑  “Craig Jones - obituary”. Parkalgar Honda (2008年8月4日). 2008年8月4日閲覧。
9. ↑  “Jones in hospital after crash”. Parkalgar Honda (2008年8月3日). 2008年8月4日閲覧。
10. ↑  “World champ Toseland's bedside vigil for Craig Jones”. Peterborough Evening Telegraph (2008年8月5日). 2008年8月10日閲覧。
11. ↑  Tribute to...Craig Jones[リンク切れ]
12. ↑  “Algarve Motorpark to name corner after Jones”. Visordown News (2008年8月5日). 2008年8月10日閲覧。
13. ↑  “Crutchlow to honour best mate Jones”. Carole Nash (2008年8月8日). 2008年8月10日閲覧。
14. ↑  “Paula Hespanha expoe estatua de Craig Jones”. Hardmusica (2009年10月). 2011年1月12日閲覧。
15. ↑  “Motociclismo: Autodromo do Algarve inaugura estatua em memoria do piloto Craig Jones”. agencia lusa (2009年10月23日). 2011年1月12日閲覧。
16. ↑  “Craig Jones remembered with statue honor”. Eloise Walton (2009年10月30日). 2011年1月12日閲覧。
17. ↑  “Craig Jones statue unveiled @ Autodromo do Parkalgar Circuit in Portimao”. admin (2009年10月25日). 2011年1月12日閲覧。
18. ↑  “Polystyrene my Ride”. Fran (2009年11月21日). 2011年1月12日閲覧。